# Milenko Veljković
Milenko Veljković (in serbo Миленко Вељковић?; Kruševac, 20 settembre 1995) è un cestista serbo.

## Palmarès
- Coppa di Serbia: 1

Mega Leks Belgrado: 2016